# ۲۲ (میلادی)
۲۲ (میلادی) بیست و دومین سال تقویم میلادی است.

## رویدادها
بر اساس مکان
امپراتوری روم
- دروس ژولیوس سزار قدرت تریبون را دریافت می کند.[۱]

## زادگان
- والریا مسالینا، همسر سوم امپراتور کلودیوس (درگذشته ۴۸ میلادی)[۲]

## درگذشتگان
- دائه سو، امپراتور دانگ بویو (متولد 60 قبل از میلاد)

- گایوس آتیوس کاپیتو، حقوق‌دان و کنسول رومی (ب. حدود 30 ق.م.)[۳]

- جونیا ترتیا، همسر گایوس کاسیوس لونگینوس (متولد حدود ۷۵ قبل از میلاد)[۴]